# Jonas Salk
Jonas Edward Salk (Nova Iorque, 28 de outubro de 1914 – La Jolla, 23 de junho de 1995) foi um médico, virologista e epidemiologista norte-americano, mais conhecido como o inventor da primeira vacina antipólio, que, em sua homenagem, ficou conhecida como Vacina Salk.

## Biografia
Trabalhou em Nova Iorque, Michigan, Pittsburgh e Califórnia. Em 1960 fundou o Salk Institute for Biological Studies em La Jolla, na Califórnia, que é atualmente um centro de pesquisas médicas e científicas.
Ao longo da vida científica, foi um dos milhares de pesquisadores a utilizar a herança de Henrietta Lacks, uma mulher norte-americana que faleceu de câncer. A linhagem de células de Henrietta eram peculiares a ponto de se tornarem um dos maiores ícones da ciência até os dias atuais e ficaram conhecidas como HeLa. Foi a partir das células HeLa que Salk produziu a vacina contra a poliomielite.
Nos últimos anos de vida, dedicou muita energia na tentativa de desenvolver uma vacina contra a AIDS. Salk não buscava fama ou fortuna com as descobertas, e é citado como tendo dito: "A quem pertence a minha vacina? Ao povo! Você pode patentear o sol?".
Até 1955, quando a vacina começou a ser administrada, a poliomielite era considerada o problema de saúde pública mais assustador do pós-guerra estado-unidense. As epidemias anuais eram cada vez mais devastadoras no país. A epidemia de 1952 foi o pior surto na história do país norte-americano. Dos quase 58 mil casos notificados naquele ano, 3145 pessoas morreram e 21 269 ficaram com algum tipo de paralisia, sendo que a maioria das vítimas eram crianças. De acordo com um documentário da PBS em 2009, o segundo maior temor dos Estados Unidos, na época, foi a pólio, perdendo apenas para o medo de o país ser atacado por uma bomba atômica.
Consequentemente, cientistas iniciaram uma corrida frenética para encontrar um meio de prevenir e curar a doença. Assim, segundo Denemberg, "Salk trabalhou dezesseis horas por dia, sete dias por semana, durante anos…" para chegar à descoberta da vacina.
Jonas Salk morreu de insuficiência cardíaca aos 80 anos de idade, em 23 de junho de 1995, em La Jolla, e foi enterrado no El Camino Memorial Park em San Diego.

## Pesquisa da poliomielite

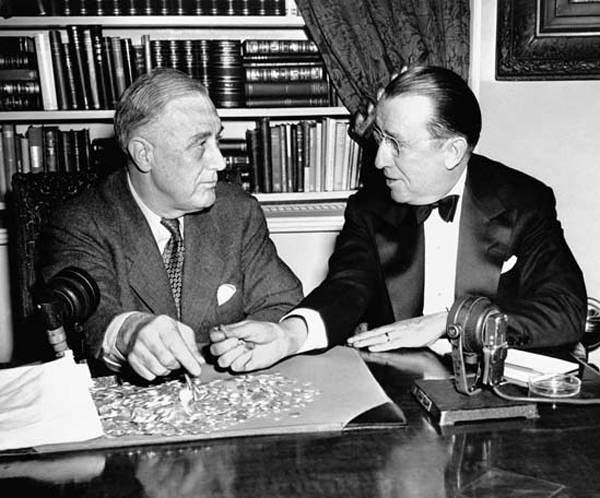
Reunião do presidente Franklin D. Roosevelt com Basil O'Connor

Em 1947, Salk ambicionou ter seu próprio laboratório e foi concedido um na Escola de Medicina da Universidade de Pittsburgh, mas o laboratório era menor do que ele esperava e ele considerou as regras impostas pela universidade restritivas. Em 1948, Harry Weaver, diretor de pesquisa da National Foundation for Infantile Paralysis, contatou Salk. Ele pediu a Salk que descobrisse se havia mais tipos de pólio do que os três então conhecidos, oferecendo espaço, equipamentos e pesquisadores adicionais. No primeiro ano, ele reuniu suprimentos e pesquisadores, incluindo Julius Youngner, Byron Bennett, L. James Lewis e a secretária Lorraine Friedman, juntou-se à equipe de Salk também. Com o passar do tempo, Salk começou a obter subsídios da Família Mellon e conseguiu construir um laboratório de virologia funcional. Mais tarde, ele se juntou ao projeto poliomielite da Fundação Nacional para a Paralisia Infantil estabelecida pelo presidente Franklin D. Roosevelt.

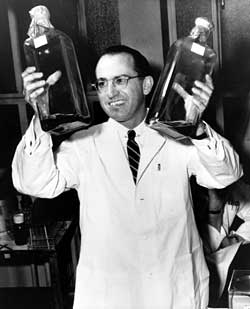
Salk em 1955 na Universidade de Pittsburgh

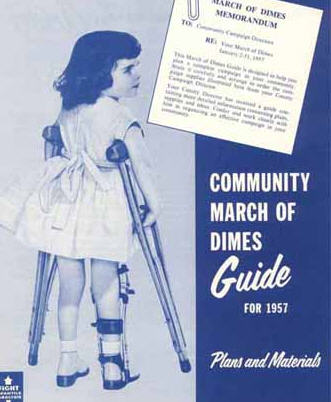
Cartaz da March of Dimes por volta de 1957

A publicidade extensa e o medo da pólio levaram a um financiamento muito maior, US$ 67 milhões em 1955, mas as pesquisas continuaram com vacinas vivas perigosas. Salk decidiu usar o vírus 'morto' mais seguro, em vez de formas enfraquecidas de cepas de vírus da poliomielite como as usadas contemporaneamente por Albert Sabin, que estava desenvolvendo uma vacina oral.
Após testes bem-sucedidos em animais de laboratório, em 2 de julho de 1952, auxiliado pela equipe do DT Watson Home for Crippled Children, Salk injetou sua vacina de vírus morto em 43 crianças. Algumas semanas depois, Salk injetou crianças na Polk State School para deficientes mentais. Ele vacinou seus próprios filhos em 1953. Em 1954, ele testou a vacina em cerca de um milhão de crianças, conhecidos como os pioneiros da pólio. A vacina foi anunciada como segura em 12 de abril de 1955.
O projeto tornou-se grande, envolvendo 100 milhões de contribuintes para a March of Dimes e 7 milhões de voluntários.:54 A fundação se endividou para financiar a pesquisa final necessária para desenvolver a vacina Salk. Salk trabalhou incessantemente por dois anos e meio.
A vacina inativada contra a poliomielite de Salk entrou em uso em 1955. Ela está na Lista de Medicamentos Essenciais da Organização Mundial da Saúde, os medicamentos mais seguros e eficazes necessários em um sistema de saúde.

## Trabalho de vacina contra AIDS
A partir de meados da década de 1980, Salk iniciou pesquisas para desenvolver uma vacina contra a AIDS. Ele foi co-fundador da The Immune Response Corporation (IRC) com Kevin Kimberlin e patenteou o Remune, uma terapia imunológica, mas não conseguiu garantir um seguro de responsabilidade para o produto.

## A "biofilosofia" de Salk

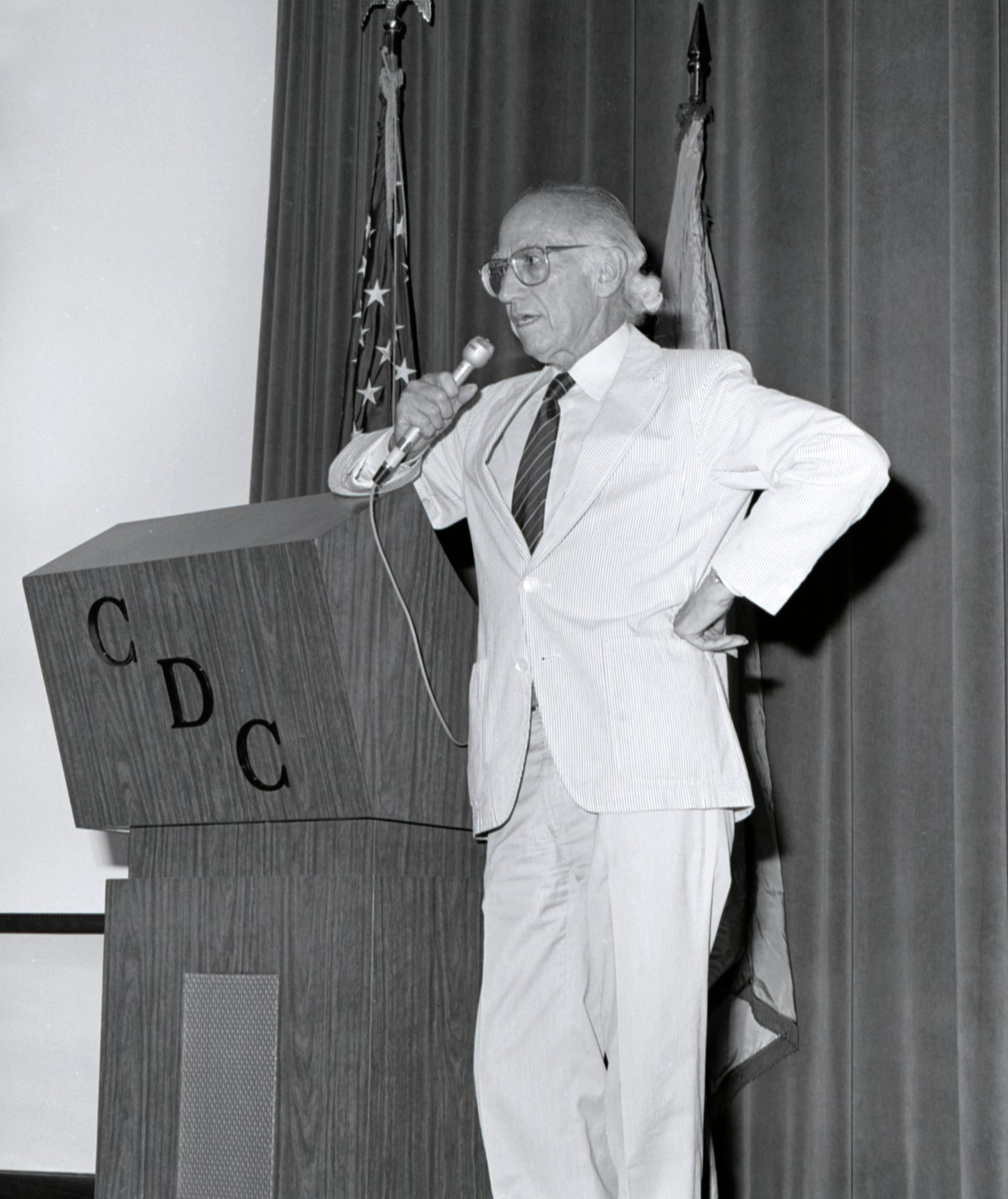
Jonas Salk durante uma visita ao Centro de Controle de Doenças em 1988

Em 1966, o The New York Times se referiu a ele como o "Pai da Biofilosofia". De acordo com o jornalista e autor do Times Howard Taubman, "ele nunca se esquece … há uma vasta quantidade de escuridão para o homem penetrar. Como biólogo, ele acredita que sua ciência está na fronteira de novas descobertas incríveis; e como filósofo, ele está convencido de que humanistas e artistas se juntaram aos cientistas para alcançar uma compreensão do homem em toda a sua complexidade física, mental e espiritual. Tais intercâmbios podem levar, ele espera, a uma nova e importante escola de pensadores que ele designaria como biofilósofos". Salk disse a seu primo, Joel Kassiday, em uma reunião da Câmara de Compensação do Congresso sobre o Futuro no Capitólio, em 1984, que estava otimista de que formas de prevenir a maioria das doenças humanas e animais acabariam sendo desenvolvidas. Salk disse que as pessoas devem estar preparadas para assumir riscos prudentes, já que "uma sociedade sem riscos se tornaria uma sociedade sem saída" sem progresso.

Salk descreve sua "biofilosofia" como a aplicação de um "ponto de vista biológico e evolutivo a problemas filosóficos, culturais, sociais e psicológicos". Ele entrou em mais detalhes em dois de seus livros, Man's Unfolding e The Survival of the Wisest. Em uma entrevista em 1980, ele descreveu seus pensamentos sobre o assunto, incluindo seu sentimento de que um aumento acentuado e um esperado nivelamento da população humana ocorreria e eventualmente traria uma mudança nas atitudes humanas:
"Acho que o conhecimento biológico fornece analogias úteis para a compreensão da natureza humana. ... As pessoas pensam em biologia em termos de questões práticas como drogas, mas sua contribuição para o conhecimento sobre os sistemas vivos e sobre nós mesmos será, no futuro, igualmente importante. ... Na época passada, o homem estava preocupado com a morte, alta mortalidade; suas atitudes eram anti-morte, anti-doença", diz. "No futuro, suas atitudes se expressarão em termos de prol vida e pró-saúde. O passado foi dominado pelo controle da morte; no futuro, o controle da natalidade será mais importante. Essas mudanças que estamos observando fazem parte de uma ordem natural e são esperadas de nossa capacidade de adaptação. É muito mais importante cooperar e colaborar. Somos coautores com a natureza do nosso destino."
Sua definição de um "biofósofo" é "Alguém que se baseia nas escrituras da natureza, reconhecendo que somos o produto do processo de evolução, e entende que nos tornamos o próprio processo, por meio do surgimento e evolução de nossa consciência, nossa consciência, nossa capacidade de imaginar e antecipar o futuro e de escolher entre as alternativas".
Um pouco antes de sua morte, Salk estava trabalhando em um novo livro sobre o tema da biofilosofia, que teria se intitulado Millennium of the Mind.

## Publicações de Salk
- Man Unfolding (1972)
- Survival of the Wisest (1973)
- World Population and Human Values: A New Reality (1981)
- Anatomy of Reality: Merging of Intuition and Reason (1983)